# 化工产品研究所
化工产品研究所（羅馬化：TOVARYSTVO Z OBMEZHENOYU VIDPOVIDALʹNISTYU NAUKOVO-VYROBNYCHE PIDPRYYEMSTVO KhIMICHNYKH PRODUKTIV, TOV "NVPKHP"）是乌克兰的一家研究机构，专门从事爆炸物和火药配方的开发、生产技术的研发，各类火药和炸药的非标生产设备的设计，以及武器弹药的设计、开发和处理等业务。
研究所设有炸药、火药生产原料及材料质量控制实验室。

化工产品研究所被列入对乌克兰经济和安全具有战略重要性的企业名单。

## 引文
1. ↑  . 乌克兰最高拉达. 2015-03-04  [2024-10-20]. （原始内容存档于2022-01-29） （乌克兰语）.